# Gmina Paradyż
Die Gmina Paradyż ist eine Landgemeinde im Powiat Opoczyński der Woiwodschaft Łódź in Polen. Sie hat etwa 4330 Einwohner und ihr Sitz ist das Dorf Paradyż mit mehr als 700 Einwohnern.

## Geographie

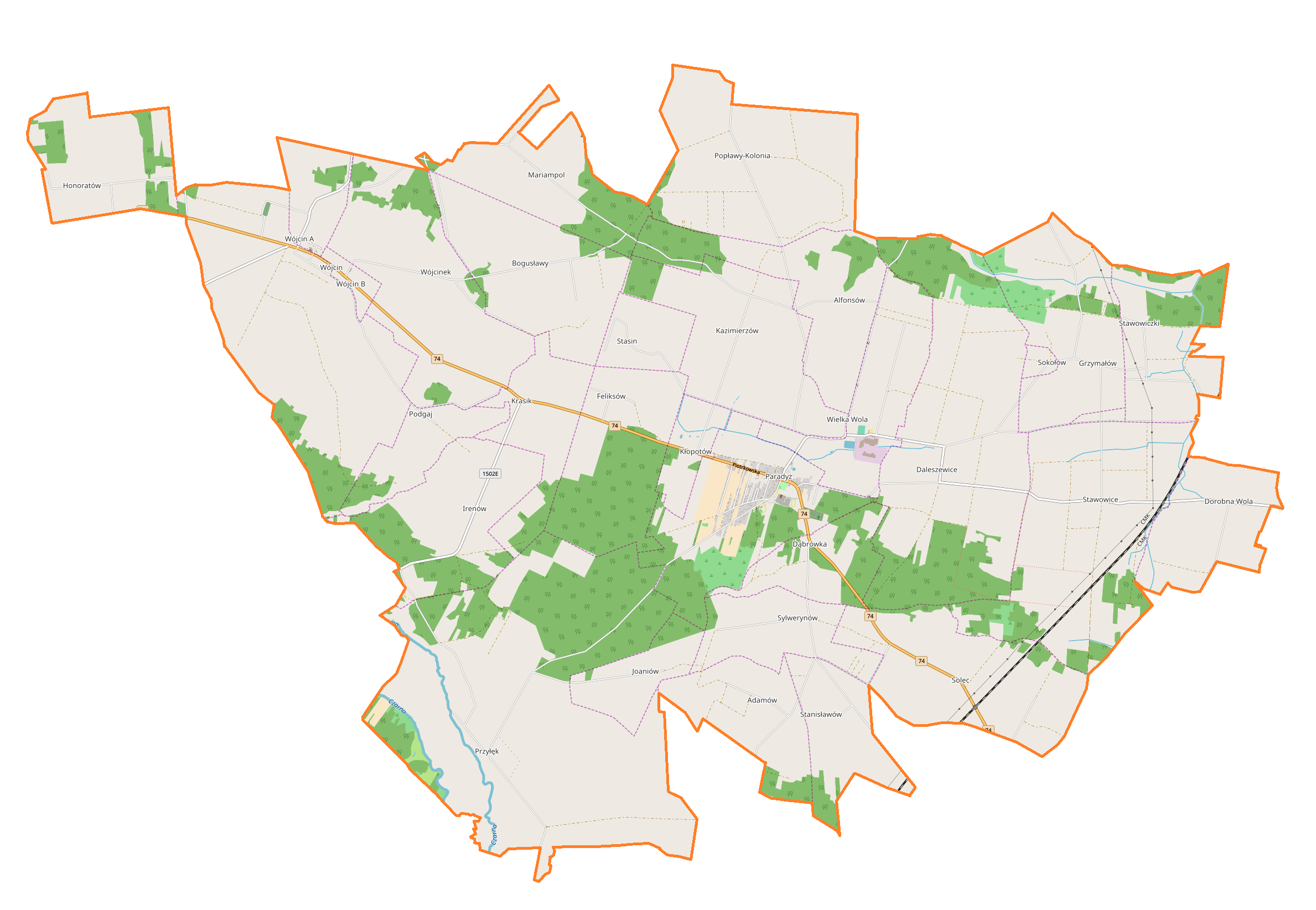
Karte der Gemeinde

Die Gemeinde liegt im Osten der Woiwodschaft. Die Kreisstadt Opoczno liegt sieben Kilometer nordöstlich, Łódź (deutsch Lodz) etwa 60 Kilometer nordwestlich und Warschau 100 Kilometer nordöstlich. Nachbargemeinden sind im Powiat Opoczyński Mniszków im Nordwesten, Sławno im Norden, Białaczów im Osten und Żarnów im Südosten sowie im Powiat Piotrkowski Aleksandrów im Westen. Die Gemeinde hat eine Fläche von 81,3 km², von der 78 Prozent land- und 16 Prozent forstwirtschaftlich genutzt werden. Ihr Gebiet ist mit 53 Einwohnern/km² dünn besiedelt. Zu den Gewässern gehört die Czarna Konecka.

## Geschichte
Während der deutschen Besetzung Polens im Zweiten Weltkrieg kam das Gemeindegebiet zum Landkreis Opoczno in der Kreishauptmannschaft Tomaschow-Mazowiecki im Generalgouvernement.
Die Landgemeinde Wielka Wola wurde 1954 in Gromadas zerschlagen. Zum 1. Januar 1973 wurde im Powiat Opoczyński alten Zuschnitts in der ehemaligen Woiwodschaft Kielce die Landgemeinde Paradyż aus Gromadas der Landgemeinde Wielka Wola neu gebildet. Von 1975 bis 1998 gehörte die Gemeinde zur Woiwodschaft Piotrków. Der Powiat war in dieser Zeit aufgelöst. Die Landgemeinde kam 1999 an den Powiat Opoczyński der Woiwodschaft Łódź im gegenwärtigen Gebietszuschnitt. Der parteilose Wojciech Bogdan Rudalski wurde bei den Kommunalwahlen im April 2024 zum Wójt in seinem Amt bestätigt. Im ersten Wahlgang erhielt er bei zwei Gegenkandidaten 59,34 Prozent der Stimmen. Er übt sein Amt seit 2018 aus.

## Gliederung
Zur Landgemeinde (gmina wiejska) Parady gehören die 27 folgenden Dörfer mit Schulzenamt (sołectwo), denen kleinere Dörfer, Siedlungen und Orte zugeordnet sind:
Adamów
Alfonsów
Bogusławy
Daleszewice
Dorobna Wola
Feliksów
Grzymałów
Honoratów
Irenów
Joaniów
Kazimierzów
Krasik
Mariampol
Paradyż
Podgaj
Popławy Kolonia
Przyłęk
Solec
Stanisławów
Stawowice
Stawowice Kolonia
Stawowiczki
Sylwerynów
Wielka Wola
Wójcin
Wójcin A
Wójcin B
Kleinere Dörfer der Gemeinde sind den Schulzenämtern zugeordnet: Dąbrówka zu Paradyż, Kłopotów und Stasin zu Feliksów sowie Sokołów zu Grzymałów. Zu Daleszewice gehören drei Siedlungen, zu Stawowice eine. Weitere zugeordnete Wohnplätze mit amtlicher Ortskennung (SIMC) sind: Gościniec (Stawowice), Jedlonka Wójcińska (Bogusławy), Józefów (Honoratów), Piaski (Wójcin) und Strzałkowo (Przyłęk).

## Verkehr
Die Landesstraße DK74 führt von Wieluń (Welun) über Paradyż Kielce und Zamość zum Grenzübergang in die Ukraine. Eine Powiatstraße führt von Paradyż über Miedzna Drewniana in die Stadt Białaczów.
Die Zentrale Eisenbahnmagistrale (Centralna Magistrala Kolejowa (CMK))  verläuft ohne Bahnstation durch den Osten des Gemeindegebiets. Der nächste Fernbahnhof Opoczno Południe liegt in der Kreisstadt.
Der nächste internationale Flughafen ist Łódź.